# Eleccions municipals franceses de 2020
Les eleccions municipals franceses de 2020 se celebraran el 15 i el 22 de març de 2020 per renovar els consells municipals de tots els comuns de França, a més de les mancomunitats municipals i els consells de districte de París, Lió i Marsella.

## Sistema electoral
El nombre de consellers municipals d'un comú depèn del nombre d'habitants, segons s'estableix en la següent taula:
| Nombre d'habitants | <100    | <500    | <1.500   | <2.500   | <3.500   | <5.000   | <10.000  | <20.000  | <30.000 | <40.000  | <50.000 |
| ------------------ | ------- | ------- | -------- | -------- | -------- | -------- | -------- | -------- | ------- | -------- | ------- |
| Consellers         | 7       | 11      | 15       | 19       | 23       | 27       | 29       | 33       | 35      | 39       | 43      |
| Nombre d'habitants | <60.000 | <80.000 | <100.000 | <150.000 | <200.000 | <250.000 | <300.000 | >300.000 | Lió     | Marsella | París   |
| Consellers         | 45      | 49      | 53       | 55       | 59       | 61       | 65       | 69       | 73      | 101      | 163     |

S'utilitzen tres sistemes electorals diferents, segons la població del municipi:
- En municipis amb menys de 1.000 habitants, escrutini majoritari plurinominal.
- En municipis amb més de 1.000 habitants, sistema mixt de representació proporcional i d'una bonificació a la majoria.
- A París, Lió i Marsella, un sistema mixt de representació proporcional i d'una bonificació a la majoria, amb circumscripcions corresponents als districtes de la ciutat.

### Municipis petits
L'elecció es desenvolupa amb un sistema majoritari plurinominal amb llistes obertes, a dues voltes. Per sortir electe a la primera volta, cal obtenir un nombre de vots superior al 50% dels vots vàlids i al 25% del cens electoral.
En cas que no s'assignin tots els escons, es procedeix a una segona volta, on s'hi poden presentar o renunciar tots els candidats que no hagin sortit vencedors a la primera volta. No obstant, en cas que el nombre de candidats sigui inferior al nombre d'escons, s'hi poden presentar candidatures que no s'hagin presentat a la primera volta. Per sortir escollit a la segona volta només cal una majoria relativa dels vots. En cas d'empat, en l'últim escó assignat, té preferència el candidat de més edat.
El batlle és escollit pels consellers el dia que es constitueix el consell municipal.

### Municipis grans
L'elecció es desenvolupa amb un sistema de llistes tancades, encapçalades pel candidat a batlle. Les llistes han de ser paritàries. L'assignació d'escons es realitza amb un sistema mixt. La meitat dels escons s'assignen per representació proporcional, amb el sistema d'Hondt a totes les llistes que superin la barrera del 5%. L'altra meitat dels escons s'assigna directament al partit guanyador.
La repartició d'escons s'efectua a la primera volta si una llista obté un nombre de vots superior al 50% dels vots vàlids i al 25% del cens electoral. En cas contrari, es procedeix a una segona volta, en la que hi poden participar les candidatures que compleixin les següents condicions:
- Candidatures que hagin obtingut més d'un 10% dels vots vàlids a la primera volta.
- Els candidats de llistes que hagin obtingut més d'un 5% de vots vàlids en una primera volta es poden ajuntar en una altra llista, on una modificació de l'ordre dels candidats és permesa

És comú anomenar elecció triangular o quadrangular quan hi ha 3 o 4 llistes que passen a la segona volta, respectivament.
A la segona volta, esdevé guanyadora la llista que obtingui una majoria relativa i s'assignen els escons segons els resultats d'aquesta volta.
El batlle és escollit pels consellers el dia que es constitueix el consell municipal, que sol ser el cap de llista de la candidatura guanyadora, ja que segons la distribució d'escons sempre tindrà assegurada la majoria absoluta.

### París, Lió i Marsella
El sistema per escollir els consells municipals d'aquestes tres ciutats és una variant del sistema utilitzat als municipis de més de 1.000 habitants. La diferència és que l'elecció es duu a terme en circumscripcions que corresponen als districtes de la ciutat, de manera que l'elecció en cada districte és independent.
El batlle és escollit pels consellers el dia que es constitueix el consell municipal.

### Mancomunitats municipals
Els municipis que formen part de mancomunitats municipals també escullen els representants del municipi. El mètode d'elecció depèn de la població:
- Als municipis amb menys de 1.000 habitants, són escollits els membres del comú per ordre protocol·lari: primer el batlle, després els adjunts al batlle i finalment els consellers municipals.[7]
- Als municipis amb més de 1.000 habitants, cada candidatura també ha de presentar una llista de candidats a la mancomunitat. El nombre d'electes es fa en funció dels vots de consellers municipals.[8]

## Resultats

### Ciutats amb més de 100.000 habitants
| Municipi             | Departament        | Batlle sortint           | Partit | Partit | Batlle electe            | Partit         | Partit         |
| -------------------- | ------------------ | ------------------------ | ------ | ------ | ------------------------ | -------------- | -------------- |
| Ais de Provença      | Boques del Roine   | Maryse Joissains         |        | LR     | Maryse Joissains         |                | LR             |
| Amiens               | Somme              | Brigitte Fouré           |        | UDI    | Brigitte Fouré           |                | UDI            |
| Angers               | Maine i Loira      | Christophe Béchu         |        | DVD    | Christophe Béchu         |                | DVD            |
| Annecy               | Alta Savoia        | Jean-Luc Rigaut          |        | UDI    | François Astorg          |                | EELV           |
| Argenteuil           | Val-d'Oise         | Georges Mothron          |        | LR     | Georges Mothron          |                | LR             |
| Besançon             | Doubs              | Jean-Louis Fousseret     |        | LREM   | Anne Vignot              |                | EELV           |
| Bordeus              | Gironda            | Nicolas Florian          |        | LR     | Pierre Hurmic            |                | EELV           |
| Boulogne-Billancourt | Alts del Sena      | Pierre-Christophe Baguet |        | LR     | Pierre-Christophe Baguet |                | LR             |
| Brest                | Finisterre         | François Cuillandre      |        | PS     | François Cuillandre      |                | PS             |
| Caen                 | Calvados           | Joël Bruneau             |        | LR     | Joël Bruneau             |                | LR             |
| Clermont-Ferrand     | Puèi Domat         | Olivier Bianchi          |        | PS     | Olivier Bianchi          |                | PS             |
| Dijon                | Costa d'Or         | François Rebsamen        |        | PS     | François Rebsamen        |                | PS             |
| Estrasburg           | Baix Rin           | Roland Ries              |        | PS     | Jeanne Braseghian        |                | EELV           |
| Grenoble             | Isèra              | Éric Piolle              |        | EELV   | Éric Piolle              |                | DVG            |
| Le Havre             | Sena Marítim       | Jean-Baptiste Gastinne   |        | LR     | Édouard Philippe         |                | LREM           |
| Le Mans              | Sarthe             | Stéphane Le Foll         |        | PS     | Stéphane Le Foll         |                | PS             |
| Lilla                | Nord               | Martine Aubry            |        | PS     | Martine Aubry            |                | PS             |
| Lió                  | Metròpoli de Lió   | Gérard Collomb           |        | LREM   | Grégory Doucet           |                | EELV           |
| Llemotges            | Alta Viena         | Émile-Roger Lombertie    |        | LR     | Émile-Roger Lombertie    |                | LR             |
| Marsella             | Boques del Roine   | Jean-Claude Gaudin       |        | LR     | Per determinar           | Per determinar | Per determinar |
| Metz                 | Mosel·la           | Dominique Gros           |        | PS     | Dominique Gros           |                | PS             |
| Montpeller           | Erau               | Philippe Saurel          |        | DVG    | Michaël Delafosse        |                | DVG            |
| Montreuil            | Sena Saint-Denis   | Patrice Bessac           |        | PCF    | Patrice Bessac           |                | PCF            |
| Mulhouse             | Alt Rin            | Michèle Lutz             |        | LR     | Michèle Lutz             |                | LR             |
| Nancy                | Meurthe i Mosel·la | Laurent Hénart           |        | LREM   | Mathieu Klein            |                | PS             |
| Nantes               | Loira Atlàntic     | Johanna Rolland          |        | PS     | Johanna Rolland          |                | PS             |
| Niça                 | Alps Marítims      | Christian Estrosi        |        | LR     | Christian Estrosi        |                | LR             |
| Nimes                | Gard               | Jean-Paul Fournier       |        | LR     | Jean-Paul Fournier       |                | LR             |
| Orleans              | Loiret             | Olivier Carré            |        | DVD    | Serge Grouard            |                | LR             |
| París                | París              | Anne Hidalgo             |        | PS     | Anne Hidalgo             |                | PS             |
| Perpinyà             | Pirineus Orientals | Jean-Marc Pujol          |        | LR     | Louis Aliot              |                | RN             |
| Reims                | Marne              | Arnaud Robinet           |        | LR     | Arnaud Robinet           |                | LR             |
| Rennes               | Ille i Vilaine     | Nathalie Appéré          |        | PS     | Nathalie Appéré          |                | PS             |
| Rouen                | Sena Marítim       | Yvon Robert              |        | PS     | Nicolas Mayer-Rossignol  |                | PS             |
| Saint-Denis          | Reunió             | Gilbert Annette          |        | PS     | Ericka Bareigts          |                | PS             |
| Saint-Denis          | Sena Saint-Denis   | Laurent Russier          |        | PCF    | Mathieu Hanotin          |                | PS             |
| Saint-Étienne        | Loira              | Gaël Perdriau            |        | LR     | Gaël Perdriau            |                | LR             |
| Saint-Paul           | Reunió             | Joseph Sinimalé          |        | LR     | Huguette Bello           |                | PCR            |
| Toló                 | Var                | Hubert Falco             |        | LR     | Hubert Falco             |                | LR             |
| Tolosa               | Alta Garona        | Jean-Luc Moudenc         |        | LR     | Jean-Luc Moudenc         |                | LR             |
| Tours                | Indre i Loira      | Christophe Bouchet       |        | LREM   | Emmanuel Denis           |                | EELV           |
| Villeurbanne         | Metròpoli de Lió   | Jean-Paul Bret           |        | PS     | Cédric Van Styvendael    |                | PS             |

A les eleccions, el Partit Nacionalista Basc va aconseguir 14 regidors, i entre ells l'alcalde d'Arrosa.